# Grande Zab

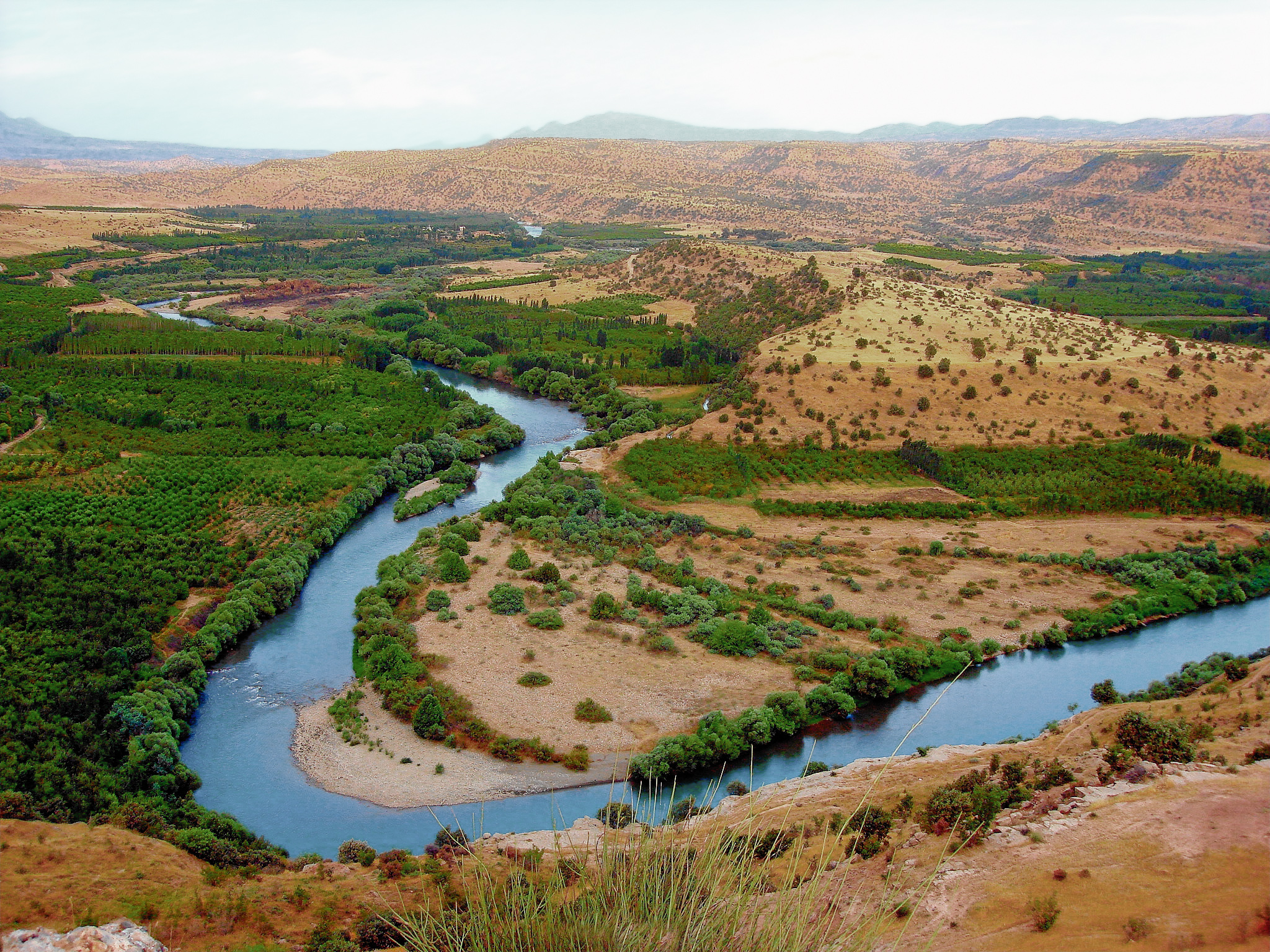
Il Grande Zab nei pressi di Erbil in Iraq.

Il Grande Zab (in arabo الزاب الأكبر‎?, al-Zāb al-akbar, in persiano اب بزرگ‎, zāb-e borzog, in Turco Zap Suyu, in Siriacoܙܒܐ ܥܠܝܐ, Zawa `elaya; in Greco antico Λύκος Lykos: in Latino Lycus o Lycos), noto anche com Zab superiore, è un fiume che nasce in Turchia e che scorre in Iraq per una lunghezza complessiva di 426 chilometri, fino a sfociare nel Tigri.
Sul suo corso, nel Kurdistan iracheno, si trova la diga di Bekhme, non finita. Non è prevista alcuna ripresa dei lavori, anche perché l'impatto ambientale provocato dalla diga è oggetto di disputa.
Un altro affluente del Tigri viene chiamato Piccolo Zab o Caprus (Kapros) nei testi greci. Due sono i fiumi chiamati Lycus e Caprus nei pressi della città di Laodicea al Lico in Turchia. Nei due casi siamo di fronte alle varianti Loup/Lycos/Lycus Sanglier/Kapros/Caprus.

## Storia
Nel 750, la confluenza del Grande Zab col Tigri è stato il teatro della battaglia del Grande Zab tra l'ultimo califfo omayyade Marwan II e l'esercito abbaside del Khorasan, comandato da ʿAbd Allāh b. ʿAlī b. ʿAbd Allāh, uno zio paterno di Abū l-ʿAbbās, che sarò il primo califfo abbaside.
Fino al 1915, le sponde del Grande Zab sono state abitate da una popolazione a maggioranza cristiana assira, che avevano come centro più importante la cittadina di Hakkâri, in Turchia.

All'inizio del XVI secolo, se ne contavano alcune decine di migliaia nel quadrilatero formato dall'ansa del Grande Zab, dal Lago di Van e dal Lago di Urmia.
Recentemente è servito come frontiera delle regioni popolate dai Curdi d'Iraq.